# NGC 6168
NGC 6168 је спирална галаксија у сазвежђу Херкул која се налази на NGC листи објеката дубоког неба.
Деклинација објекта је + 20° 11' 6" а ректасцензија 16h 31m 21,3s. Привидна величина (магнитуда) објекта NGC 6168 износи 14,1 а фотографска магнитуда 14,7. NGC 6168 је још познат и под ознакама UGC 10434, MCG 3-42-16, CGCG 109-28, IRAS 16291+2017, PGC 58423.